# Triangle marron
 (mars 2017).
Si vous disposez d'ouvrages ou d'articles de référence ou si vous connaissez des sites web de qualité traitant du thème abordé ici, merci de compléter l'article en donnant les références utiles à sa vérifiabilité et en les liant à la section « Notes et références ».

Marquage pour les Tsiganes dans certains camps.

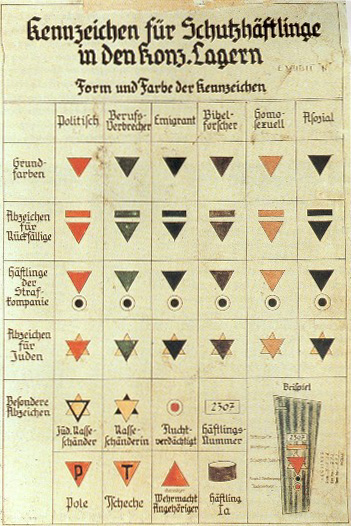
Charte des signes distinctifs à Dachau, vers 1938-1942.

Le triangle marron était un symbole utilisé pour marquer les prisonniers tziganes dans des camps de concentration et d'extermination nazis, pendant le Porajmos (L'holocauste roms),,.